# Mendocino (California)
Mendocino es un lugar designado por el censo en el condado de Mendocino en el estado estadounidense de California. En el año 2010 tenía una población de 894 habitantes, 70 más que en el censo anterior, del año 2000, y una densidad poblacional de 42,7 personas por km². Recibe su nombre del vecino Cabo Mendocino, así bautizado por los navegantes españoles que llegaron a la zona, para honrar al primer virrey de Nueva España, Antonio de Mendoza y Pacheco.
A pesar de su pequeño tamaño, la población es conocida por haber sido escenario de numerosas películas y series de televisión, así como por ser un destino muy popular para turistas y artistas.

## Geografía
Mendocino se encuentra ubicado en las coordenadas 39°18′28″N 123°47′58″O / 39.30778, -123.79944. Según la Oficina del Censo, la ciudad tiene un área total de 19,3 km² (7,5 mi²), de la cual 5,9 km² (2,3 mi²) es tierra y 13,4 km² (5,2 mi²) (69,45%) es agua.

## Demografía
Según la Oficina del Censo en 2000 los ingresos medios por hogar en la localidad eran de $44 107, y los ingresos medios por familia eran 59 167 $. Los hombres tenían unos ingresos medios de 41 667 $ frente a los 29 875 $ para las mujeres. La renta per cápita para la localidad era de 29 348 $. Alrededor del 13,3% de la población estaban por debajo del umbral de pobreza.

## Curiosidades
En Mendocino se han rodado numerosas películas: ¡Que vienen los rusos! (1966); The Dunwich Horror (1970); Muertos y enterrados (1981); Racing with the Moon (1984); Overboard (1987); Karate Kid III (1989); Eternamente joven (1992); The Majestic (2001); Dying Young (Todo por amor,1991)...
El Monterrey de comienzos del s. XX que aparecía en el clásico de James Dean Al este del Edén (1954) era en realidad Mendocino. Del mismo modo, el centro turístico de Nueva Inglaterra que aparecía en Verano del 42 (1971) no era otro que Mendocino, y muchos de sus habitantes actuaron en la cinta como extras.
Sin embargo, Mendocino es conocido, sobre todo, por haber sido el escenario de una de las series más exitosas de la década de 1980 y de comienzos de 1990, Se ha escrito un crimen, si bien en la serie aparecía con el nombre ficticio de Cabot Cove, y figuraba que se ubicaba en la costa atlántica de Maine, y no en California.  Nueve de los 264 episodios de Se ha escrito un crimen se filmaron en Mendocino, mientras que en muchos otros episodios aparecían exteriores e imágenes grabadas en Mendocino. El impacto del rodaje entre los habitantes del pueblo fue muy grande. Muchos habitantes de la localidad aparecieron como extras y algunos incluso llegaron a tener papeles secundarios en las tramas de la serie. Además, el éxito internacional de Se ha escrito un crimen hizo que muchos seguidores de la serie acudieran cada año a Mendocino, para ver en directo los lugares donde ésta estaba ambientada, localizaciones tales como, por ejemplo, el albergue Blair House, cuya fachada figuraba que era la casa de la protagonista, Jessica Fletcher.